# جولييت لو باكر
جولييت لو باكر (بالإنجليزية: Juliet Law Packer)‏ هي كاتبة سيناريو أمريكية، ولدت في عقد 1950.

## وصلات خارجية
- جولييت لو باكر على موقع IMDb (الإنجليزية)
- جولييت لو باكر على موقع قاعدة بيانات الفيلم (الإنجليزية)